# Edgar de la Cambriole : Le Complot du clan Fuma
Edgar de la Cambriole : Le Complot du clan Fuma (ルパン三世　風魔一族の陰謀, Rupan Sansei : Fuma Ichizoku No Inbo) est un film japonais de Ozeki Masayuki, sorti en 1987.

## Synopsis
Le samouraï Goemon Ishikawa, comparse et ami d’Edgar (Lupin en VO), s’apprête à épouser Murasaki Suminawa, une jeune fille issue d’une noble famille japonaise. Mais durant la cérémonie, des ninjas appartenant au clan Fuma surgissent au milieu de l’assemblée et tentent de s’emparer du vase ancestral qui doit sceller l’union du jeune couple. Edgar et ses amis parviennent à récupérer le vase, mais arrivent trop tard pour empêcher l’enlèvement de la jeune fiancée. Pour la retrouver saine et sauve, Goemon doit rendre le vase au clan Fuma à une heure précise le jour suivant. Malgré les conseils de son futur beau-père qui lui conseille de ne pas insister et surtout de ne pas emporter ce vase ancestral – qui selon les dires du vieil homme conduirait à un trésor caché dans les profondeurs d’une grotte – Goemon parvient avec l’aide d’Edgar et de Jigen à emporter le vase et se rendre au lieu de rendez-vous. Malheureusement, la tentative de subterfuge des trois compères pour récupérer à la fois le vase et Murasaki tombe court : les Fuma s’emparent de l'objet et disparaissent au loin, laissant néanmoins la jeune fiancée derrière eux.
Malgré l'avis défavorable de Goemon, Murasaki décide de l'accompagner jusqu’au temple qui dissimulerait l’entrée de la grotte donnant accès au trésor familial. Entretemps, l’ex-inspecteur de police Lacogne (Zenigata en VO), qui s’était retiré dans un temple après avoir cru que Lupin était mort dans une explosion, apprend que ce dernier a été vu à une cérémonie de mariage tout récemment. En compagnie de son remplaçant, l’inspecteur Kazami, il parvient à retrouver la trace de Lupin mais sans pour autant l'attraper. De son côté, Magali (Fujiko en VO) tente de s’introduire chez les Fuma pour récupérer le vase. Son intrusion tourne vite à l’échec et elle se retrouve prisonnière du clan. Elle a cependant pu découvrir l’appartenance de Kazami au clan Fuma et sa responsabilité dans le vol du vase. Après s’être évadée, Magali rejoint immédiatement Edgar, une nouvelle fois poursuivi par les forces de police, parvient à l'aider et l’accompagne jusqu’au temple des Suminawa. Sur place, ils découvrent que l’entrée est ouverte et que Goemon et Murasaki, poursuivis par les Fuma, y ont déjà pénétré. Edgar et le reste de la bande se lancent alors à leur recherche, mais la grotte est remplie de pièges dangereux et perfectionnés destinés à empêcher toute main indigne de mettre la main sur le trésor...

## Fiche technique
- Titre original : ルパン三世　風魔一族の陰謀 - Rupan Sansei : Fuma Ichizoku No Inbo
- Titre français : Edgar de la Cambriole : Le Complot du clan Fuma
- Réalisation : Ozeki Masayuki
- Scénario : Makoto Naitô d'après le manga de Monkey Punch
- Supervision : Yasuo Ôtsuka
- Direction artistique : Shichirô Kobayashi
- Direction de l'animation : Kazuhide Tomonaga
- Direction de la photographie : Akio Saitô
- Production : Kôji Takeuchi
- Société de production : Tôhô, TMS
- Langue : japonais
- Durée : 70 minutes
- Date de sortie : Japon : 1987

## Distribution

### Voix originales
- Toshio Furukawa : Lupin III
- Banjō Ginga : Daisuke Jigen
- Mami Koyama : Fujiko Mine (Magali Mine)
- Kaneto Shiozawa : Goémon
- Seizō Katō : inspecteur Zenigata (inspecteur Lacogne)
- Masashi Hirose : boss du clan Fuma
- Mayumi Shō : Murasaki Suminawa
- Kōhei Miyauchi : grand-père Suminawa
- Shigeru Chiba : inspecteur Fumi
- Shigeru Nakahara : Gakusha

### Voix françaises
- Philippe Ogouz : Edgar de la Cambriole
- Philippe Peythieu : Daisuke Jigen / boss du clan Fuma
- Catherine Lafond : Magali Mine
- Jean Barney : Goémon
- Patrick Messe : inspecteur Lacogne
- Agnès Gribe : Murasaki Suminawa
- Michel Clainchy : grand-père Suminawa
- Bernard Soufflet : inspecteur Fumi / Gakusha

## DVD
Ce film a été édité en 7 juillet 2005 par IDP.

## Autour du film
- Il s'agit du quatrième film sur Lupin III.
- À cause de restrictions budgétaire, le studio TMS ne pouvait pas s'offrir les services des comédiens de doublage de la série. Le film a donc été doublé par la société Aoni Production qui était plus abordable[réf. nécessaire].
- Si Hayao Miyazaki n'a jamais participé à ce projet, on retrouve un bon nombre d'animateurs du studio Ghibli à la production de ce film, ainsi que des collaborateurs comme Yasuo Ôtsuka et Kazuhide Tomonaga qui ont également travaillé sur Le Château de Cagliostro.[réf. nécessaire]